# 代码重复
代码重复（英文：duplicate code，也叫代码克隆）在程序设计中表示一段源代码在一个程序，或者一个团体所维护的不同程序中重复出现，是不希望出现的现象。为避免巧合，只有一定数量的代码完全相同才能判定为代码重复。重複代碼的段落有時被稱為代碼克隆，自动检测代码重复的过程叫做克隆检测。

## 产生
产生代码重复可能有以下几个原因：
- 因为某段代码能用就复制粘贴过来。多数情况下代码会有少许不同，如变量名称改变或代码增删。
- 因为要实现与已有功能类似的功能，开发者独立写出与别处相似的代码。研究表明独立撰写的代码在语法上不一定相似。[1]
- 抄袭，即不经允许复制代码，且未列出版权归属。
- 代码系自动生成。这时可能需要重复代码以提高性能或方便开发。注：这里代码重复是指代码生成器自动生成的代码，而非生成器本身的代码。

## 成本與效益
不恰当的代码重复表明程序设计不良，例如缺少抽象。这会导致程序过长，错误更多，进而难以维护，因为需要人工寻找并修改重复的部分。然而由于种种原因，适当的代码重复难以避免，例如给与已有设备相似的新设备写驱动程序时，复制代码能使开发更便捷。
當複製具有軟件漏洞的代碼時，如果開發人員不知道這樣的副本，則複製的代碼中可能會繼續存在漏洞。代码重构可以改善許多軟件的度量衡標準，例如源代碼行數，循環複雜度和耦合度。這可能會縮短編譯時間，降低認知負載，減少人為錯誤，減少被遺忘或被忽視的代碼。
但並不是所有的代碼重複都可以被重構。如果編程語言提供不充分或過於複雜的抽象，克隆或許是具有速度效益上的解決方式，特別是修改代碼使用的編輯器如有支持區塊(行)編輯的功能。而且，重構時破壞代碼的風險可能會超過維護的效益。重複的代碼似乎不會比不重複的代碼更容易出錯。使用開源方式共享代碼組件，而不是在软件配置管理的倉儲庫之間複製它們，也可以減少複製。

## 检测
检测代码重复的手段有：
- Baker算法[4]
- Rabin–Karp字符串搜索算法（英语：Rabin–Karp string search algorithm.）
- 利用抽象语法树[5]
- 可视化检测器[6]
- 矩阵计数检测[7][8]

## 例子

Example of duplicate code fix via code replaced by the method

以计算整数数组的平均值的代码片段为例
```
extern
 
int
 
array1
[];

extern
 
int
 
array2
[];

 

int
 
sum1
 
=
 
0
;

int
 
sum2
 
=
 
0
;

int
 
average1
 
=
 
0
;

int
 
average2
 
=
 
0
;

 

for
 
(
int
 
i
 
=
 
0
;
 
i
 
<
 
4
;
 
i
++
)

{

   
sum1
 
+=
 
array1
[
i
];

}

average1
 
=
 
sum1
/
4
;

 

for
 
(
int
 
i
 
=
 
0
;
 
i
 
<
 
4
;
 
i
++
)

{

   
sum2
 
+=
 
array2
[
i
];

}

average2
 
=
 
sum2
/
4
;

```

这两个循环可以改写为一个函数：
```
int
 
calcAverage
 
(
int
*
 
Array_of_4
)

{

   
int
 
sum
 
=
 
0
;

   
for
 
(
int
 
i
 
=
 
0
;
 
i
 
<
 
4
;
 
i
++
)

   
{

       
sum
 
+=
 
Array_of_4
[
i
];

   
}

   
return
 
sum
/
4
;

}

```

利用以上函数可以写出无重复的源代码
```
extern
 
int
 
array1
[];

extern
 
int
 
array2
[];

int
 
average1
 
=
 
calcAverage
(
array1
);

int
 
average2
 
=
 
calcAverage
(
array2
);

```